# トロイ・トラジット・センター
トロイ・トラジット・センター（英語：Troy Transit Center）はミシガン州トロイ  ドイル・ドライブ1201にある駅。 全米各地を結ぶ旅客鉄道のアムトラックが乗り入れている。

## 概要
当駅（センター）は2014年10月14日に交通の結節点として開業した。バスは地域交通を担うサバーバン・モビリティ・地域交通局 (SMART) に乗車することができる。

## 利用可能な鉄道路線／列車

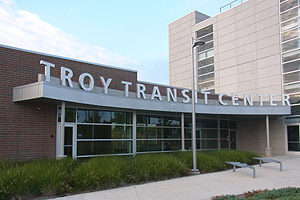
駅正面, 2015年8月

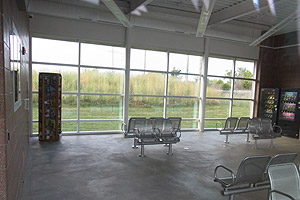
駅内部, 2015年8月

アムトラックの停車する列車は下記の通り。
シカゴとポンティアック間の昼行中距離列車ウォルバリン号… 1日2往復発着